# Cattedrale di Carlisle
La cattedrale di Carlisle o cattedrale della Santa e Indivisibile Trinità (in inglese Cathedral Church of the Holy and Undivided Trinity) è la chiesa principale della diocesi anglicana di Carlisle, in Cumbria (Inghilterra). Fu fondata come monastero e divenne cattedrale nel 1133.
È, dopo quella di Oxford, la cattedrale antica più piccola d'Inghilterra. Suoi elementi caratteristici sono la pietra di costruzione, gli stalli medievali e la più grande finestra del gotico inglese.